# میکیتا ژوکوف
میکیتا ژوکوف (اوکراینی: Микита Сергійович Жуков؛ زادهٔ ۱۹ مارس ۱۹۹۵) بازیکن فوتبال اهل اوکراین است.